# General Roca (departamento de Córdova)
General Roca é um departamento da Argentina, localizado na província de Córdoba. Possuía, em 2019, 40.203 habitantes.